# Noah Mascoll-Gomes
Noah Ken Anthony Mascoll-Gomes (* 27. Mai 1999 in Kanada) ist ein antiguanischer Schwimmer.

## Karriere
Noah Mascoll-Gomes ging bei den Weltmeisterschaften 2013 über 50 m Schmetterling sowie 100 m Freistil an den Start.
Außerdem trat er bei den Olympischen Jugend-Sommerspielen 2014 in Nanjing und den Olympischen Sommerspielen 2016 in Rio de Janeiro an. Er schwimmt für den Wilton YMCA Wahoos Swim Club (USA). In Nanjing kam er im Wettbewerb über 100 m Freistil und 200 m Freistil auf Platz 35, beziehungsweise Platz 32. Bei den Olympischen Spielen 2016 trat er nur über 200 m Freistil an und kam auf Platz 44.
Darüber hinaus war er auch bei den Weltmeisterschaften 2019 in Gwangju und 2022 in Budapest angetreten und startete zuletzt bei den Panamerikanische Spiele 2023 in Santiago de Chile. Bei den Olympischen Jugend-Sommerspielen 2014 war er Fahnenträger seines Landes bei der Eröffnung und bei den Olympischen Sommerspielen 2016 bei der Abschlussfeier.